# エコマフィア
エコマフィア（英語: Ecomafia）とは、1994年にイタリアの環境保護団体であるレガンビエンテが提唱した造語で、環境に被害を与える組織犯罪である。
イタリアで環境犯罪は、最も急速に成長し、最も収益性の高い犯罪活動の形態の一つで、2012年時点で、イタリアの廃棄物の30％が組織的な犯罪組織によって違法に処理されていると推定されている。
また、国際連合環境計画は、犯罪組織が環境犯罪によって得た利益は約200〜300億ドルと推定している。

## 活動
エコマフィアが関わっている主な活動として、廃棄物の違法な売買や処理、違法建築、希少価値の高い動物や盗難された美術品の売買などが挙げられる。
イタリアでは一般的に、産業廃棄物や放射性廃棄物を取引したり、違法に処理したりする犯罪組織を指す言葉として使われている。南イタリアで廃棄物を違法に埋設し、その上に建造物を建設することをよく行っており、2008年から2010年の間に、約17,000軒の建造物が建設された。
ンドランゲタとカモッラは、有害廃棄物の不法投棄に頻繁に関与している。21世紀に入ってからは、イタリアの犯罪組織のほとんどはチャイニーズ・マフィアと環境犯罪に関連する事業で協力している。
イタリアでは、環境犯罪のほとんどが犯罪組織によるものと認識されているが、マフィアとつながりのある犯罪組織よりも企業による環境犯罪のほうが多いと言われている。廃棄物の違法処理は、犯罪組織が麻薬や人身売買などの行為を隠すための隠れ蓑としても利用されている。

## 影響
イタリアのカゼルタでは、湖や放牧地への廃棄物の不法投棄が原因で、乳製品や農作物に含まれる有害物質が増加し、イタリア政府が放牧禁止地域を設定した。

## 警察
広範囲にわたる環境犯罪による影響を受けて、イタリア軍の警察部門であるカラビニエリは、環境犯罪を専門に扱う部門を創設した。2015年、環境警察は、カザール・ディ・プリンチペにある犯罪組織カモッラと関係のある住居の裏手に、産業廃棄物、医療廃棄物、アスベスト、建築資材などが不法投棄されているのを発見した。廃棄物が発見されたカゼルタは、不法投棄が始まった1980年代からエコマフィアと関係している。この地域は、有毒な廃棄物を燃やして処理する犯罪行為が一般的に行われていたため、「焚き火の地」（イタリア語: terra dei fuochi）と呼ばれるようになった。